# Carnalation
Carnalation ist eine finnische Deathgrind-Band aus Seinäjoki, die 2008 gegründet wurde.

## Geschichte
Die Band wurde im Jahr 2008 auf dem Provinssirock in Seinäjoki gegründet. Anfang 2009 wurde ein erstes selbstbetiteltes Demo aufgenommen. Daraufhin folgten Auftritte, wobei die Gruppe auch auf dem Provinssirock, dem Nummirock Metal Festival und in dem Club Rytmikorjaamo zu sehen war. Im Mai und Juni 2010 wurde die EP Doomsday Diaries aufgenommen, das im finnischen Magazin Inferno zum Demo des Monats ernannt wurde. Der Label-Manager Teemu Suominen von Spinefarm Records hörte die EP im Dezember 2010 und nahm die Band im März 2011 unter Vertrag. Im Sommer 2011 ging Carnalation auf Tournee durch Finnland, wobei die Gruppe auch am Provinssirock, dem Ilosaarirock, dem Qstock und dem Tuska Open Air Metal Festival teilnahm. Gegen Sommerende begab sie sich in das Soundwall Studio, wo das Album Deathmask unter der Leitung von Peter Tägtgren aufgenommen wurde. Veröffentlicht wurde es im Februar 2012, wobei auch ein Video zum Song Cadence of Insects erschien. 2015 schloss sich über Inverse Records die von Arttu Hakanen aufgenommene, gemasterte und abgemischte EP Ghosts an.

## Stil
Pascal Stieler von metal1.info schrieb in seiner Rezension zu Deathmask, dass hierauf schnell gespielter Deathgrind im Stil von Misery Index oder Molotov Solution zu hören ist. Hierbei sei der Einsatz von Blastbeats charakteristisch, wobei diese mit verschiedenen Rhythmen variiert würden. Kombiniert werde dies mit Tremolo-Picking-Melodien und einem Gesang, der für das Genre sehr variabel sei. Der Song Cataclysm Catharsis erinnere durch seine „technische[n] Spielereien“ an Beneath the Massacre. In Liedern wie I Am God und Apathy Patterns seien Einflüsse aus dem Hardcore Punk festzustellen, was man etwa an den verwendeten Breakdowns hören könne. Omega Hour verarbeite Black-Metal-Einflüsse. Satan Spawn von metalgallows.com ordnete die Ghosts-EP, die sich für ihn durch ungewöhnliches und intelligentes Songwriting auszeichne, ebenfalls dem Deathgrind zu. Neben markanten Riffs und Grooves schleiche sich am Anfang jeden Liedes eine Melodie ein, die sich im Verlauf dessen manifestiere. Insgesamt sei die Musik eine Mischung aus der Brutalität von Misery Index und dem Songaufbau im Stil von Gojira, wofür der Song Against the Burning Sky das beste Beispiel sei. Im Lied Prometheus werde Klargesang verwendet.

## Diskografie
- 2009: Carnalation (Demo, Eigenveröffentlichung)
- 2010: Doomsday Diaries (EP, Eigenveröffentlichung)
- 2012: Deathmask (Album, Spinefarm Records)
- 2015: Ghosts (EP, Inverse Records)
- 2017: Dance of Disorder (Single, Inverse Records)